# Promise (låt av Voyager)
Promise är en låt av det australiska progressiva rockbandet Voyager, släppt den 21 februari 2023. Låten representerade Australien i Eurovision Song Contest 2023 i Liverpool. Låten nådde en sjunde plats på Sverigetopplistan.

## Eurovision Song Contest
Den 14 november 2022 bekräftade det australiska sändningsföretaget, Special Broadcasting Service (SBS), att Australiens bidrag till Eurovision Song Contest 2023 skulle väljas ut internt och därav frångå tävlingen Eurovision – Australia Decides, som använts sedan 2019. Den 21 februari tillkännagav SBS att Voyager skulle representera landet i tävlingen och deras bidrag "Promise" släpptes samma dag. Voyager har tidigare kommit tvåa i Eurovision – Australia Decides, 2022.
Låten framfördes i den andra semifinalen där den vann med 149 poäng och gick vidare till finalen. Låten slutade på nionde plats i finalen med totalt 151 poäng.